# 경순왕 (기자조선)
경순왕(慶順王, ? ~ 기원전 342년)은 기자조선의 제35대 군주(재위: 기원전 361년 ~ 기원전 342년)이다. 설문왕의 아들이며 휘는 화(華) 또는 췌(萃)이다. 그의 왕위는 가덕왕(후(詡))이 승계받았다.

## 참고 문헌
- 안정복의 《동사강목》(東史綱目)
- 이덕무의 《앙엽기》(盎葉記) - 국가지식포털 한국고전번역원 - 기자조선 계보
- 이만운의 《기년아람》(紀年兒覽) - 권5 기자조선
- 청주 한씨 중앙종친회 기자조선 왕위 계보